# Daya Wan
Daya Wan är en vik i Kina. Den ligger i provinsen Guangdong, i den södra delen av landet, omkring 150 kilometer öster om provinshuvudstaden Guangzhou. Daya Wan var tidigare på engelska känd som Bias Bay.
Genomsnittlig årsnederbörd är 1 990 millimeter. Den regnigaste månaden är maj, med i genomsnitt 539 mm nederbörd, och den torraste är oktober, med 15 mm nederbörd.